# Fantômas
Fantômas (AFI: [fɑ̃toma(ː)s]) è un personaggio letterario (poi adattato in numerose occasioni per il cinema e la TV) ideato nel 1911, protagonista di una serie di 32 romanzi scritta dai francesi Marcel Allain e Pierre Souvestre e di una successiva serie di 11 romanzi ad opera del solo Marcel Allain dopo la scomparsa del coautore.
Criminale spietato, dotato di intelligenza diabolica, abilissimo nei travestimenti e megalomane, organizza intrighi delittuosi complessi e con fini ambiziosi. Egli riesce sempre a sfuggire al suo nemico giurato, l'ispettore Juve, e all'alleato di questo, il giornalista Jerôme Fandor (il quale però è anche innamorato di Hélène, la figlia di Fantômas). I romanzi della serie di Fantômas contengono i motivi di due generi: quello dei feuilleton, romanzi di intrigo pubblicati a puntate e tipicamente di ambientazione parigina, e quelli del genere poliziesco. In questo la serie dei romanzi su Fantômas va accostata a quella su Arsène Lupin, il personaggio del ladro gentiluomo ideato da Maurice Leblanc alcuni anni prima, nel 1905.
Popolarissimi in Francia (ma anche in altri paesi europei e in particolare in Italia) dagli anni dieci agli anni trenta, i romanzi hanno dato origine a numerose versioni cinematografiche, a fumetti e teatrali; personaggio e libri sono stati inoltre ripresi in numerose opere di fantasia. La figura di Fantômas ha influenzato personaggi di opere seriali successive come i cattivi dei film con James Bond, il fumetto Diabolik e vari protagonisti del genere noir.
Il personaggio ha anche ispirato il pittore surrealista belga René Magritte per alcune sue opere come Le Retour de Flamme del 1943, Le barbare del 1928 e L'assassin menacé del 1926.

## Filmografia

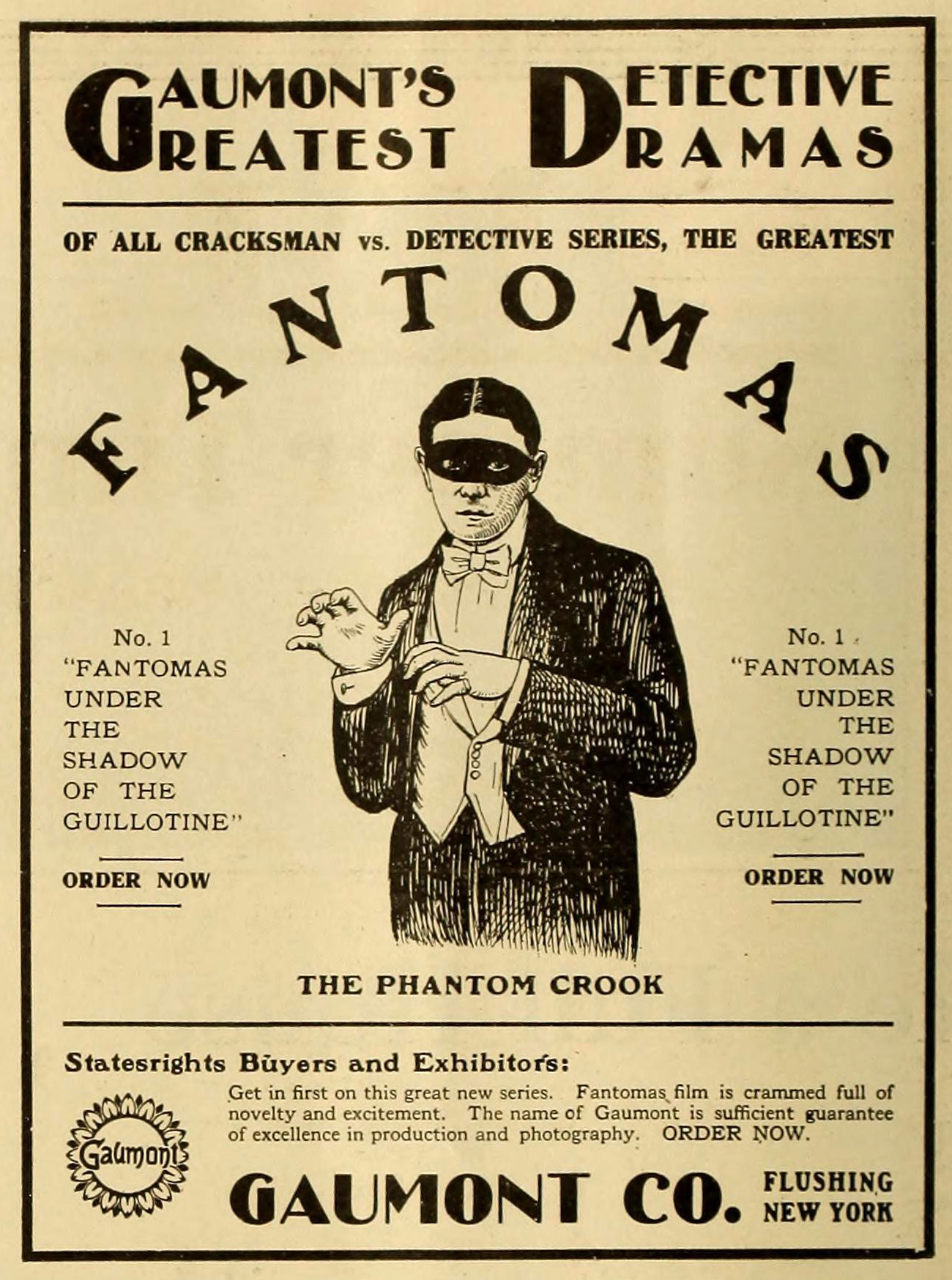
Pubblicità statunitense del film Fantômas

- Serial cinematografici per la regia di Louis Feuillade, prodotti dalla Gaumont:[1]
  - Fantômas (1913), serial in 3 episodi
  - Juve contre Fantômas (1913), serial in 4 episodi
  - Le Mort qui tue (1913), serial in 6 episodi
  - Fantomas contro Fantomas (Fantômas contre Fantômas, 1914), serial in 4 episodi
  - Le Faux Magistrat (1914), serial in 4 episodi
- Fantômas (1920-21), serial cinematografico statunitense in 20 episodi di Edward Sedgwick, prodotto dalla Twentieth Century Fox
- Monsieur Fantômas (1937), variazione poetico-surrealista di Ernst Moerman con Jean-Michel Smet, padre di Johnny Hallyday, nel ruolo di Fantômas
- Fantômas (1932), regia di Paul Fejòs
- Fantômas (1947), regia di Jean Sacha
- Fantomas contro Fantomas (Fantômas contre Fantômas, 1949) di Robert Vernay
- Trilogia realizzata dal regista André Hunebelle con protagonisti Louis de Funès, Jean Marais e Mylène Demongeot:
  - Fantomas 70 (Fantomas, 1964)
  - Fantomas minaccia il mondo (Fantomas se déchaîne, 1965)
  - Fantomas contro Scotland Yard (Fantomas contre Scotland Yard, 1967)

## Influenza culturale
- Fantomas è uno dei personaggi che popolano il noto romanzo di Achille Campanile Agosto, moglie mia non ti conosco (Treves, Milano 1931).
- Il film italiano del 1944 Macario contro Zagomar doveva inizialmente intitolarsi Macario contro Fantomas.[2]
- Nel fumetto di Alan Ford vi è un criminale di nome Gommaflex altrettanto esperto in travestimenti, con lo stesso aspetto del Fantomas cinematografico degli anni sessanta.
- Nell'universo narrativo del fumetto Fantomax (Coconino Press) la creazione di Fantomas viene spiegata con l'esistenza di un collettivo criminale, denominato Fantomax che, desiderando perseguire il male assoluto e guadagnare il dominio dell'umanità, ha avuto parte attiva nella creazione da parte di Allain di un personaggio che rendesse il crimine qualcosa di attraente ed intrigante: Fantomas stesso. In seguito, il collettivo Fantomax ha cominciato ad usare un agente/direttore mascherato in modo simile al Fantomas cinematografico, riconoscendo all'Allain del loro universo narrativo un debito di gratitudine tale da considerare brevemente l'idea di ribattezzarsi Fantomas essi stessi.
- Nell'universo Disney il personaggio di Fantomius di Guido Martina e Giovan Battista Carpi, creato nel 1969 nella storia sulle origini di Paperinik, è un chiaro riferimento al personaggio di Fantômas.
- Fu a Fantômas che le sorelle Giussani si ispirarono per creare Diabolik.